# Championnat d'Europe de baseball 1983
Navigation
Édition précédente Édition suivante
Le championnat d'Europe de baseball 1983, dix-huitième édition du championnat d'Europe de baseball, a eu lieu du 28 juillet au 7 août 1983 à Florence, en Italie. Il a été remporté par l'équipe d'Italie.